# سایوری اویامادا
سایوری اویامادا (انگلیسی: Sayuri Oyamada؛ زادهٔ ۵ ژانویه ۱۹۷۵) یک هنرپیشه اهل ژاپن است. وی از سال ۱۹۹۹ میلادی تاکنون مشغول فعالیت بوده‌است.